# Juan Chapín
Juan Chapín es un personaje
de miedo creado por el novelista guatemalteco José Milla y Vidaurre en la novela Un viaje al otro mundo pasando por otras partes, la cual fue escrita durante el exilio del escritor en Europa tras el derrocamiento del régimen conservador por la Reforma Liberal en Guatemala en 1871.  Milla había sido amigo personal del general Rafael Carrera, quien había gobernado Guatemala desde 1840 a 1865, y funcionario del régimen conservador y salió al exilio en 1871 tras la derrota de este.  Durante los siguientes tres años visitó varios países europeos y utilizó a Juan Chapín -a quien va explicando todo lo que visitan en el Viejo Continente- en su novela para representar al guatemalteco medio de su época.

## Descripción del personaje

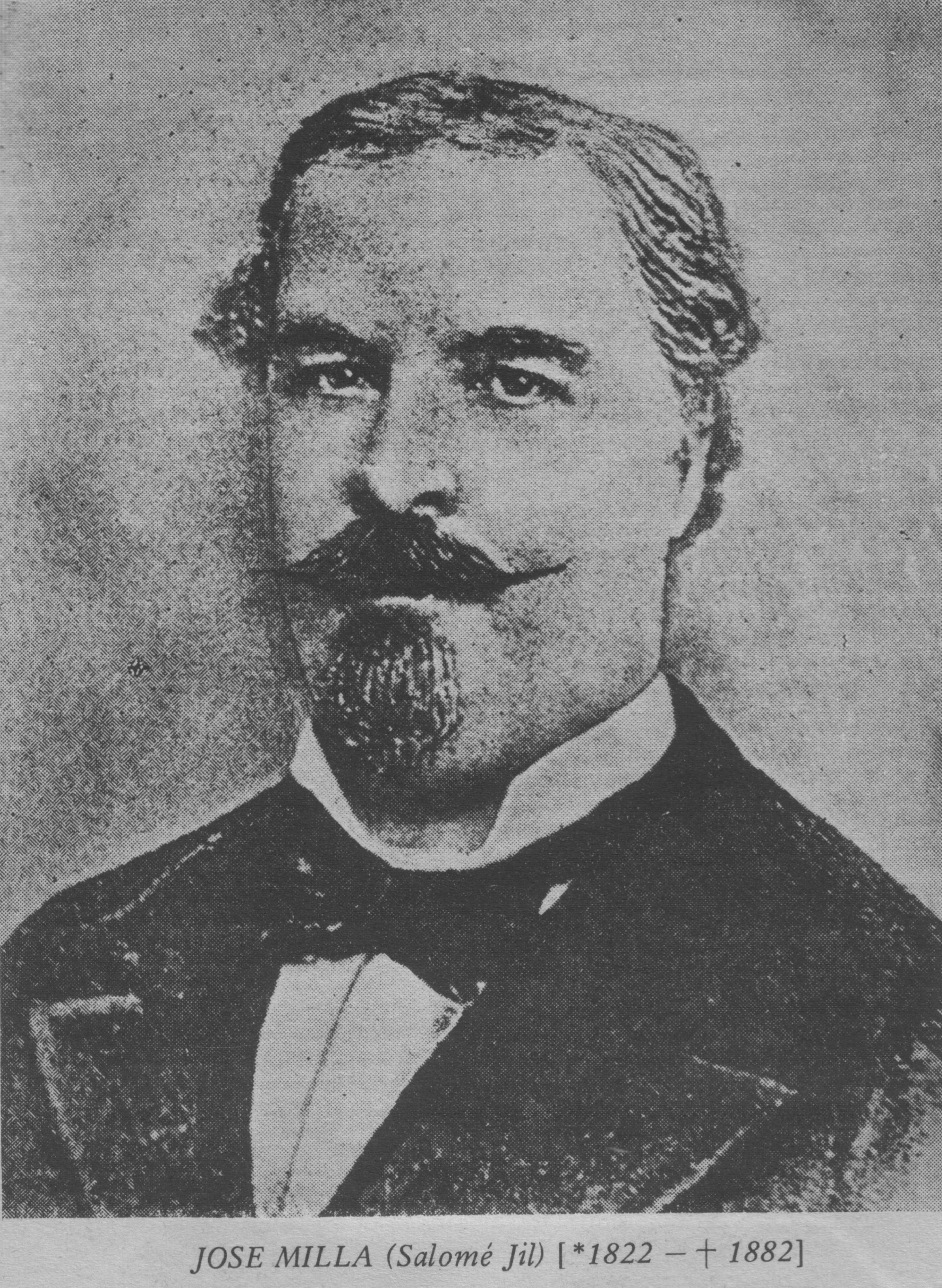
Escritor José Milla y Vidaurre, quien creó el personaje de Juan Chapín.

Milla y Vidaurre empezó a describir al chapín autóctono -es decir, el guatemalteco típico- en su obra Cuadros de costumbres, en donde lo describe así:  «El tipo del verdadero y genuino chapín, tal como existía a principios del presente siglo, va desapareciendo, poco a poco, y tal vez de aquí a algún tiempo se habrá perdido enteramente. [...] El chapín es un conjunto de buenas cualidades y defectos, pareciéndose en esto a los demás individuos de la raza humana pero con la diferencia de que sus virtudes y sus faltas tienen cierto carácter peculiar, resultado de circunstancias especiales. Es hospitalario, servicial, piadoso, inteligente; y si bien por lo general no está dotado del talento de la iniciativa, es singularmente apto para imitar lo que otros hayan inventado. Es sufrido y no le falta valor en los peligros. Es novelero y se alucina con facilidad; pero pasadas las primeras impresiones; su buen juicio natural analiza y discute, y si encuentra, como sucede con frecuencia, que rindió el homenaje de su fácil admiración a un objeto poco digno, le vuelve la espalda sin ceremonia y se venga de su propia ligereza en el que ha sido su ídolo de ayer. Es apático y costumbrero; no concurre a las citas, y si lo hace, es siempre tarde; se ocupa de los negocios ajenos un poco más de lo que fuera necesario y tiene una asombrosa facilidad para encontrar el lado ridículo a los hombres y a las cosas. El verdadero chapín (no hablo del que ha alterado su tipo extranjerizándose), ama a su patria ardientemente, entendiendo con frecuencia por patria la capital donde ha nacido; y está tan adherido a ella, como la tortuga al carapacho que la cubre. Para él, Guatemala es mejor que París; no cambiaría el chocolate, por el té ni por el café (en lo cual tal vez tiene razón). Le gustan más los tamales que el vol-au-vent, y prefiere un plato de pepián al más suculento roastbeef. Va siempre a los toros por diciembre, monta a caballo desde mediados de agosto hasta el fin del mes; se extasía viendo arder castillos de pólvora; cree que los pañetes de Quezaltenango y los brichos de Totonicapán pueden competir con los mejores paños franceses y con los galones españoles; y en cuanto a música, no cambiaría los sonecitos de Pascua por todas las óperas de Verdi. Habla un castellano antiquísimo: vos, habís, tené, andá; y su conversación está salpicada de provincialismos, algunos de ellos tan expresivos como pintorescos. Come a las dos de la tarde: se afeita jueves y domingo, a no ser que tenga catarro, que entonces no lo hace así le maten; ha cumplido cincuenta primaveras y le llaman todavía niño fulano; concurre hace quince años a una tertulia, donde tiene unos amores crónicos que durarán hasta que ella o él bajen a la sepultura.»
En la primera parte de la obra, Milla y Vidaurre cuenta la historia de su viaje por mar a San Francisco y luego por el ferrocarril transcontinental hasta Nueva York en 1871.; todas sus aventuras están salpicadas de las atinadas reflexiones de Juan Chapín.  Entre sus ocurrencias están:
- Con respecto a las mujeres a cargo de la oficina de correos:  «¡Las mujeres administradoras de correos! Eso sí que no me l ohará Ud. tragar, aunque me mate. ¡Sobre que son tan curiosas!  No habrá carta que no lean.»[4]
- Cuando ve anuncios de ungüentos y cosméticos a lo largo de la Sierra Nevada: «¡Qué gente, señor! Creo que el día que lleguemos al purgatorio (que ojalá sea lo más tarde posible), hemos de encontrar en la puerta los carateles de esos doctores yankees,[Nota 2] que hasta a las ánimas benditas han de querer ponerles la tentación de comprar píldoras y pastillas.»[4]
- Tras tener que atragantarse su almuerzo para tomar el tren a tiempo: «¡Como si media hora más o menos en cada parada fuera gran cosa al fin del viaje!»[4]

## RevistaJuan Chapín

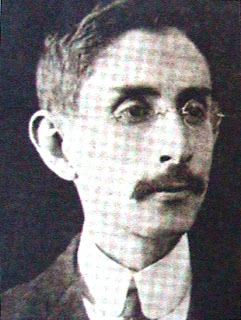
Escritor guatemalteco Rafael Arévalo Martínez, director de la revista Juan Chapín de la Generación del 10 en 1913.

La Generación de 1910 fue un grupo de escritores que proveyeron trayectorias propias a la literatura guatemalteca; bajo el influjo del Modernismo, la juventud guatemalteca comenzó a redactar por sí misma. La revista Juan Chapín, dirigida por Rafael Arévalo Martínez y Francisco Fernández, fue el vehículo de divulgación de este grupo de jóvenes escritores; en esta publicación, a pesar de que duró menos de un año y se imprimieron sólo cuarenta números, se iniciaron muchos de los futuros escritores.

## Avenida «Juan Chapín»
En la zona 1 de la Ciudad de Guatemala existe la «Avenida Juan Chapín», nombrada así en honor a este personaje, la cual fue construida como parte de un plan de urbanización de la parte norte de la ciudad, aun cuando ésta crecía aceleradamente hacia el sur; se buscaba conectar de forma más directa el tránsito que procedía de los Guardas del Golfo y Chinautla y al mismo tiempo revalorizar los terrenos aledaños, dando de este modo impulso y vida al sector. La construcción de la avenida estuvo a cargo de presidiarios y se inauguró junto con los trabajos del Cerrito del Carmen el 11 de noviembre de 1933, durante el gobierno del general Jorge Ubico.